# John Eijirō Suwa

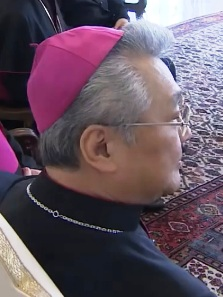
John Eijirō Suwa, 2015

John Eijirō Suwa (jap. ヨハネ 諏訪 榮治郎, Yohane Suwa Eijirō; * 8. Juli 1947 in Kōbe) ist ein japanischer Geistlicher und emeritierter römisch-katholischer Bischof von Takamatsu.

## Leben
John Eijirō Suwa besuchte das katholische Instituts Rokkō und studierte Philosophie und Theologie am Priesterseminar in Tokio. Er empfing am 26. November 1976 die Priesterweihe für das Erzbistum Osaka. Er war Vikar der Pfarreien Sonoda (カトリック園田教会; 1976–1979) in Amagasaki, Kōri (カトリック香里教会; 1979–1981) in Neyagawa, Shukugawa (カトリック夙川教会; 1981–1983) in Nishinomiya und Tamazukuri (カトリック玉造教会; 1983–1986) in Chūō-ku/Osaka. Von 1986 bis 1988 war er Rektor am Kleinen Seminar in Osaka. Nach einem Sabbatjahr auf den Philippinen übernahm er die Pfarrstelle Takatsuki (カトリック高槻教会; 1989–1995) in Takatsuki, Sumiyoshi (カトリック住吉教会; 1995–1997) in Higashinada-ku/Kōbe sowie Nakayamate (中山手カトリック教会), Shimoyamate (下山手集会所) und Nada (灘集会所) (1997–2000) je in Chūō-ku/Kōbe.
Von 2000 bis 2005 war er Moderator der Pastoralregion Chūō in Kōbe und von 2002 bis 2005 Pfarrer der Pastoralregion Chūō und Sumiyoshi. Seit 2005 war er für das Bischöfliche Ordinariat in der Diözese Takamatsu als Moderator und Pfarrer in der Pastoralregion Kōchi tätig.
Am 25. März 2011 wurde er durch Papst Benedikt XVI. zum Bischof von Takamatsu ernannt. Die Bischofsweihe spendete ihm am 19. Juni desselben Jahres der Erzbischof von Osaka Leo Jun Ikenaga SJ; Mitkonsekratoren waren Erzbischof Alberto Bottari de Castello, Apostolischer Nuntius in Japan, und der emeritierte Bischof von Takamatsu, Francis Xavier Osamu Mizobe.
Papst Franziskus nahm am 26. September 2022 das von John Eijirō Suwa aus Altersgründen vorgebrachte Rücktrittsgesuch an.